# Bashō (krater)
Bashō är en nedslagskrater på planeten Merkurius, med en diameter på ungefär 75 kilometer.
1979 uppkallades kratern efter den japanske poeten Matsuo Bashō.